# Gail Kane
Gail Kane (nacida como Abigail Kane; 10 de julio de 1885 – 17 de febrero de 1966) fue una actriz estadounidense que trabajó en obras de teatro y en películas mudas.

## Primeros años
Kane nació en Filadelfia, Pensilvania. Asistió a una escuela privada en Newburgh, Nueva York, pero evitó tener educación adicional para convertirse en actriz. Se convirtió en una dedicada estudiante de arte en pantomima. Medía 5'7" de altura, pesaba 142 libras, y tenía cabello y ojos castaños oscuros.[cita requerida]

## Actriz de teatro
Kane actuó en el Lyceum Theatre en Heap Game Watch en enero de 1914. Tuvo un papel importante en Seven Keys To Baldpate Astor, que se representó en el Gaiety Theatre en Londres en mayo de 1914. La comedia fue llevada al escenario por George M. Cohan. Formó pareja con George Nash en The Miracle Man en el Astor Theatre. La obra se produjo en Broadway en el otoño de 1914.

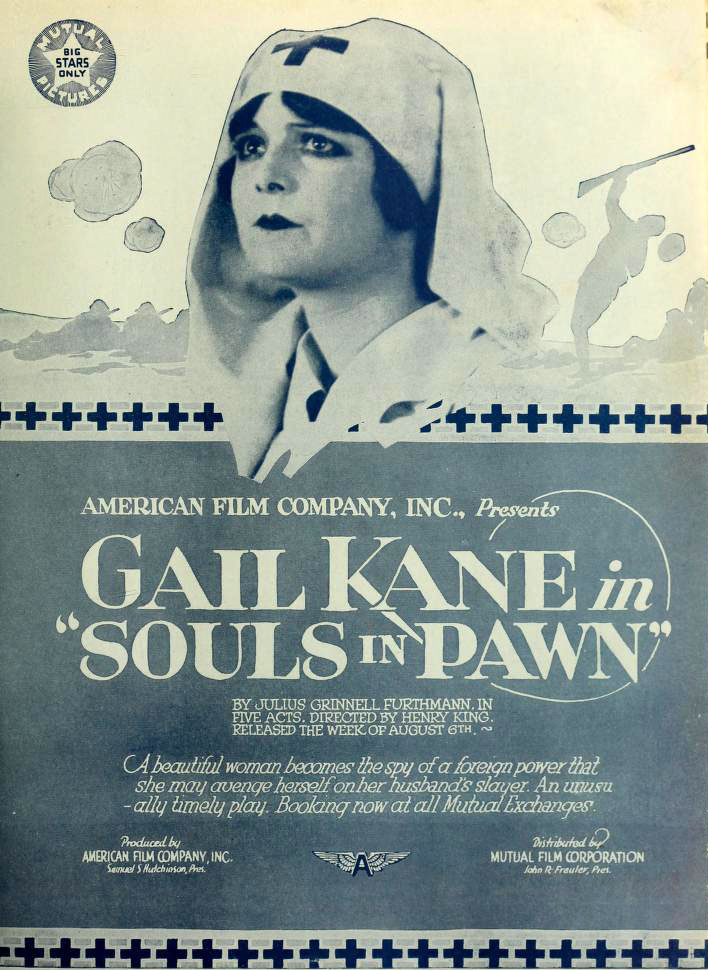
Souls in Pawn (1917)

Kane actuó en la presentación de The Hyphen Knickerbocker en abril de 1915. Regresó al escenario en el Broadhurst Theatre en julio de 1920. Fue emparejada con Earle Fox, otro actor que había pasado gran parte de su tiempo en películas. Aparecieron en la comedia Come Seven. La producción fue una adaptación de Octavus Roy Cohen de historias que habían contribuido a The Saturday Evening Post. La obra fue la primera en la que se presentaba un elenco completamente caucásico haciendo  blackface.
Lawful Larceny (1922) fue una comedia adaptada de la escritura de Samuel Shipman. Se presentó en el Republic Theater, construido por Oscar Hammerstein en 1900, en la calle 42. Los actores incluían a Kane, Margaret Lawrence, Ida Waterman, y Lowell Sherman.
The Breaking Point de Mary Roberts Rinehart se representó en el Klaw Theatre, en la West 45th Street, Nueva York, en agosto de 1923. La trama se refería a la amnesia con la ambientación que se trasladaba de Nueva York a Wyoming y viceversa. Kane, Regina Wallace, Reginald Barlow, y McKay Morris fueron los principales actores en el drama.
Interpretó a Ellen Halpin en la comedia de 1925 Loggerheads en el Cherry Lane Theatre. El Booth Theatre produjo Paid, escrita por Sam Forrest, en noviembre de 1925. Kane interpretó a la Sra. John Ramsey en una obra que se prolongó durante 21 representaciones..

## Arresto
Kane fue arrestada luego de haber hecho una presentación en The Captive en el Empire Theater en Broadway en febrero de 1927. La producción se consideró indecente y una violación de la Sección 1140A del Código Penal de la ciudad de Nueva York por su descripción de la homosexualidad, aunque la obra había sido juzgada y absuelto de inmoralidad poco tiempo antes por un jurado ciudadano. Estaba en su quinto mes de producción.
En total se realizaron cuarenta y un arrestos. Otras dos producciones fueron allanadas esa misma noche. Eran Sex, que se representaba en el Teatro Daly's 63rd St., y The Virgin Man, que se representaba ante una audiencia en el Teatro Princess. Entre los actores llevados a Night Court estaban Basil Rathbone, Helen Menken, Ann Trevor, Winifred Fraser, John Miltern, y Arthur Lewis. Kane consoló a Menken cuando salió después de agitarse por las miradas y las explosiones de las cámaras mientras salía a la acera. "Por favor, haz que se detengan", supuestamente exclamó Menken. También fue arrestada Mae West, la estrella de Sex, y otros veinte entre un elenco de cincuenta. Las autoridades prometieron repetir los arrestos si las obras no eran retiradas o modificadas para cumplir con el código penal.

## Carrera en el cine
La carrera cinematográfica de Kane abarcó gran parte de la era del cine mudo, hizo su primera aparición interpretando a Bonita Canby, en Arizona (1913).En el western, tuvo el tercer papel principal, interpretando a la esposa infiel de un oficial de la caballería de los Estados Unidos. Coprotagonizó interpretando a la esposa de Jurgis Rudkus (interpretado por George Nash), Ona Lukoszaite, en la adaptación cinematográfica The Jungle (1914) de Upton Sinclair. Protagonizó Via Wireless (1915) que fue una adaptación de una obra de Winchell Smith y Paul Armstrong. La historia describe la competencia entre dos hombres en la invención de una nueva arma naval. Un hombre rico se convierte en el rival de uno de los inventores por el cariño de la hija de un maestro del hierro. Como Frances Durant, Kane finalmente obtiene un papel digno de su habilidad como actriz. Un crítico la describió como un diamante engastado en latón en sus películas anteriores. [cita requerida]
Kane fue empleada del Mutual Film Corporation en Santa Bárbara, California, cuando hizo The Upper Crust (1917). Producida por Mutual-American, Edward Pell interpreta al hombre galán de Kane en una comedia repleta de humor. Kane es una joven irlandesa llamada Molly O'Toole. Se hace pasar por una viuda rica y tiene éxito en su artimaña el tiempo suficiente para divertirse y finalmente casarse con el hijo de la viuda.
En julio de 1917, Kane se unió a un esfuerzo organizado por William A. Brady, presidente de la Asociación Nacional de la Industria Cinematográfica, y D.W. Griffith. Su tarea era utilizar la película como herramienta de información sobre los planes y propósitos de los Estados Unidos en la Primera Guerra Mundial. Brady  fue designado por el presidente Woodrow Wilson para movilizar la industria cinematográfica. Kane fue asignado a la Comisión de Alimentos. Además de Mutual, estuvo asociada con Metro Pictures, Pathé, y World. Kane presentó una demanda contra Mutual en 1918, pidiendo 33.500 dólares por supuesto incumplimiento de contrato.  [cita requerida]
The Scarlet Oath (1917) fue una película desafiante para Kane, quien interpretó el doble papel de dos mujeres. A Game of Wits (1917) es una comedia de cinco carretes con Kane interpretando a Jeannette Browning en una historia de amor única.
Continuó actuando en películas durante otra década. Entre sus últimas películas se encuentran Love's Law (1918), The Daredevil (1918), Someone Must Pay (1919), Romeo's Dad (1919), Empty Arms (1920), Idle Hands (1921), The White Sister (1923), y Convoy (1927).

## Matrimonio
El esposo de Kane, Henry Iden Ottman, murió en enero de 1939. Ottman nació en la ciudad de Nueva York en 1880, siendo hijo de William Ottman y Christine Iden. Ottman se mudó a Augusta, Maine en 1921. Kane y Ottman tuvieron un hijo, William Kane Ottman.

## Vida privada
Tenía una colección de escarabajos considerados[¿quién?] uno de los mejores de América en 1917. Se dice que el más valioso del Scarabaeus sacer fue extraído de la tumba de una princesa egipcia de la segunda Dinastía ptolemaica. Los arqueólogos creen que es uno de los muchos emitidos para ilustrar la doctrina de la resurrección. Kane recibió su primer escarabajo de Howard Estabrook, quién interpretó a Adhemar de Gratignan en Divorcons (1913). Presentado en el New York Playhouse, Kane interpretó a Mme. de Brionne en la obra escrita por el dramaturgo francés Victorien Sardou. Estabrook compró el escarabajo en India mientras estaba de gira. [cita requerida]
Coleccionaba trajes de baño. Kane poseía una de las colecciones más atractivas de trajes de playa de una pieza, dos piezas y volantes esponjosos en Chicago, Illinois en 1917. Cada traje de baño también fue diseñado por ella.[cita requerida]

## Muerte
Kane murió en Augusta, Maine en 1966, a los 80 años.

## Filmografía
- Arizona (1913)
- The Great Diamond Robbery (1914)
- The Jungle (1914)
- Dan (1914)
- The Pit (1914)
- Her Great Match (1915)
- Via Wireless (1915)
- The Labyrinth (1915)
- Paying the Price (1916)
- The Velvet Paw (1916)
- The Scarlet Oath (1916)
- The Heart of a Hero (1916)
- The Men She Married (1916)
- On Dangerous Ground (1917)
- The Red Woman (1917)
- As Man Made Her (1917)
- Whose Wife? (1917)
- The Serpent's Tooth (1917)
- The False Friend (1917)
- The Upper Crust (1917)
- Souls in Pawn (1917)
- The Bride's Silence (1917)
- Southern Pride (1917)
- A Game of Wits (1917)
- When Men Betray (1918)
- Love's Law (1918)
- The Daredevil (1918)
- Someone Must Pay (1919)
- Romeo's Dad (1919) (*cortometraje)
- Empty Arms (1920)
- Idle Hands (1921)
- Wise Husbands (1921)
- The White Sister (1923)
- Convoy (1927)